# Guzsal Ernő
Guzsal Ernő (Hörnyék, 1925. április 11. – Budapest, 1978. május 18.) magyar állatorvos, anatómus, az állatorvos-tudományok kandidátusa (1966).

## Életpályája
Az Agrártudományi Egyetem állatorvostudományi karán szerzett oklevelet 1951-ben.  Ezután az anatómiai intézetben gyakornok (1950), az anatómiai, fejlődéstani és szövettani intézetben tanársegéd, adjunktus, 1966-tól pedig docens volt. A hazai és külföldi szaklapokban gyakran publikált.

## Társasági tagsága
Az Állatorvos-anatómusok Nemzetközi Társaságának tagja.

## Kutatási területe
Fő kutatási területe a mikroszkópos anatómia és hisztokémia volt. Ebben a tárgykörben készítette el az első magyar nyelvű állatorvosi szövettani tankönyvet. Élete vége felé a madárvese szerkezetével és hisztokémiájával, valamint a madarak ivarkészülékének tanulmányozásával foglalkozott.

## Emlékezete
- Elhunyt dr. Guzsal Ernő (Állatorvosi Híradó, 1978. máj.– jún.).

## Főbb művei
- Kórtan és kórbonctan (Guoth Jánossal, Kerékgyártó Istvánnal, Bp., 1952);
- Állatbonctan és élettan (Juhász Balázzsal, Gouth Emővel, Bp., 1958);
- Házimadarak anatómiája (III., Bp., 1961);
- Háziállatok szövettana (Bp., 1963);
- Funkcionális morfológiai vizsgálatok a tyúk petevezetőjén (kandidátusi értekezés, Bp., 1966);
- Az állatok sejtjei és szövetei (egyetemi tankönyv, Bp., 1974).

## Lásd még
- Magyar hisztológusok listája

1. ↑  https://library.univet.hu/portre/sirok.pdf